# Давиденко, Степан Павлович
Степан Павлович Давиденко (17 (30) ноября 1911 года — 10 октября 1972) — подполковник Советской Армии, участник Великой Отечественной войны, Герой Советского Союза (1944).

## Биография
Родился 30 ноября 1911 года в посёлке Александрово-Григорьевка (ныне — в черте Донецка) в рабочей семье. Окончил семь классов школы, в 1930 году — двухгодичную совпартшколу. Работал на шахте № 1 Щегловского рудоуправления.
В 1930 году был призван на службу в Рабоче-крестьянскую Красную Армию. В 1932 году он окончил Оренбургские курсы стрелков-бомбардиров, в 1933 году — Краснодарскую военную объединённую школу лётчиков и лётнабов. Принимал участие в боях у озера Хасан. С первого дня Великой Отечественной войны — на её фронтах. Участвовал в боях на Брянском, Воронежском и Центральном фронтах.
К октябрю 1943 года капитан был штурманом эскадрильи 24-го авиаполка 241-й бомбардировочной авиадивизии 3-го бомбардировочного авиакорпуса 16-й воздушной армии Центрального фронта. К этому времени он совершил 180 боевых вылетов, производил разведку глубокого тыла противника, бомбардировку скоплений его войск и коммуникаций.
Указом Президиума Верховного Совета СССР «О присвоении звания Героя Советского Союза офицерскому составу военно-воздушных сил Красной Армии» от 4 февраля 1944 года за «образцовое выполнение боевых заданий командования на фронте борьбы с немецкими захватчиками и проявленные при этом отвагу и геройство» был удостоен высокого звания Героя Советского Союза с вручением ордена Ленина и медали «Золотая Звезда» за номером 3217.
После окончания войны продолжил службу в Советской Армии. В 1952 году он окончил Высшую офицерскую школу штурманов. В 1957 году был уволен в запас в звании подполковника.
Проживал в Черкассах, умер 10 октября 1972 года. Похоронен в Черкассах.
Был награждён тремя орденами Ленина, тремя орденами Красного Знамени, орденами Отечественной войны 1-й степени и Красной Звезды, а также рядом медалей.
В честь Давиденко названа улица в городе Макеевка Донецкой области Украины.

## Награды
- медаль «Золотая Звезда» (04.02.1944)[3]
- Орден Ленина (04.02.1944)[3]
- Орден Ленина  (24.05.1942)[3]
- Орден Красного Знамени (17.11.1941)[3]
- Орден Красного Знамени (03.11.1944)[3]
- Орден Красного Знамени (17.05.1957)[3]
- Орден Красной Звезды (06.05.1946) [3]
- Орден Отечественной войны I степени (22.04.1943)[3]
- Медаль За боевые заслуги (03.11.1944)[3]
- Медаль За победу над Германией в Великой Отечественной войне 1941—1945 гг. (09.05.1945) [3]
- Медаль За взятие Берлина (09.06.1945) [3]
- Знак «Участнику Хасанских боёв»